# アフマド・ズィヤ・マスード
アフマド・ズィヤ・マスード（ペルシア語: احمد ضیاء مسعود、Ahmad Zia Massoud、1956年5月1日 - ）は、アフガニスタンの政治家、外交官。前第一副大統領。現在はアフガニスタン国民戦線の議長。タジク人。アフマド・シャー・マスードの弟でアフマド・マスードの叔父。アフマド・ジア・マスードと表記されることもある。

## 経歴
ガズニー州出身。
リセ・エステクラールを卒業しカーブル工科大学で学んで居たが、1979年のソ連侵攻後は、兄シャー・マスードとともにパンジシール渓谷を拠点に戦った。当初の3年はパンジシール渓谷で戦い、後の12年はパキスタンにおける兄の特別代表を務めた。
ターリバーン政権崩壊後の2002年12月、駐ロシア大使に就任。2004年の大統領選挙でハーミド・カルザイの第一副大統領候補となり、選挙後の同年12月7日に第一副大統領に就任、2009年11月19日までつとめた。
現在は反カルザイに転じている。
2014年アフガニスタン大統領選挙では、ザルマイ・ラスールの副大統領候補となった。

## 人物
妻はブルハーヌッディーン・ラッバーニーの娘。